# Bronisław Trzebunia
Bronisław Trzebunia (ur. 15 sierpnia 1941 w Zakopanem) – polski alpejczyk, olimpijczyk z Innsbrucku 1964.
Wielokrotny medalista mistrzostw Polski w:
- slalomie specjalnym w latach 1964–1965, 1970
- zjeździe w roku 1970
- slalomie gigancie w roku 1969
- kombinacji alpejskiej w latach 1964–1966.

Uczestnik mistrzostw świata w roku: 1966, gdzie zajął 18. miejsce w kombinacji alpejskiej.
Na igrzyskach olimpijskich w 1964 zajął 27. miejsce w slalomie specjalnym, 29. miejsce w slalomie gigancie, 40. miejsce w zjeździe.
Bratanek Teresy Trzebuni.